# Olga Jeřábková
Olga Jeřábková (* 4. srpna 1951 Brno) je česká rozhlasová žurnalistka a publicistka, editorka a vysokoškolská pedagožka, dlouhodobě působící v Českém rozhlase Brno.

## Život a tvorba
Narodila se v Brně 4. srpna 1951. Její matkou byla teatroložka a redaktorka Československého rozhlasu Zdenka Jeřábková rozená Halbichová a otcem univerzitní profesor české literatury Dušan Jeřábek, dědem pak spisovatel Čestmír Jeřábek a pradědem spisovatel Viktor Kamil Jeřábek.
V letech 1969–1975 vystudovala psychologii a divadelní vědu na Filozofické fakultě Univerzity Jana Evangelisty Purkyně (pozdější Masarykovy univerzity) v Brně a v roce 1979 získala titul doktorky filozofie. Poté nastoupila jako redaktorka kulturní rubriky do deníku Mladá fronta, kde se věnovala především divadlu a divadelním recenzím. V roce 1985 odtud přešla do brněnského studia Československého rozhlasu. První čtyři roky zde pracovala v redakci zábavy, od roku 1990 začala působit v literárně-dramatické redakci, stala se na několik let i vedoucí tvůrčí skupiny.
Pro brněnský rozhlas připravovala mimo jiné kulturně místopisný pořad Toukly Moravou nebo talkshow Sedmé nástupiště. Další programy zpracovala pro stanici Vltava, například sérii vzpomínkových cyklů na převážně brněnské osobnosti v rámci programové řady Osudy nebo pořady z cyklu Schůzky s literaturou, Páteční večery, rozhovory a reportáže chystala i do Kulturní mozaiky. Spolupracovala také na celodenním vysílání věnovaném Masarykově univerzitě a Janáčkově akademii múzických umění.
Vedle práce pro rozhlas se věnovala také editorství knižních publikací. Takto připravila k vydání:
- Brno – kulturní město předválečné a válečné (paměti vlastního otce Dušana Jeřábka, 2006)
- Mému muži, Arne Novákovi (výběr z korespondence Jiřiny Novákové, 2008)
- S houslemi přes pět světadílů (vzpomínky houslisty a dirigenta Bohumila Smejkala, 2008)
- Přijdu za poledne. Miloš (vzpomínky muzikologa Miloše Štědroně, 2012)
- Lásky a lijavce (vzpomínky spisovatele a překladatele Antonína Přidala, 2018)
- Divadlo, můj osud (paměti teatrologa Bořivoje Srby, 2019)

Také více než 15 let pedagogicky působila na Masarykově univerzitě při výuce žurnalistiky.
V lednu 2011 převzala Cenu města Brna za rok 2010 v oblasti žurnalistiky a publicistiky. V roce 2019 byla na Mezinárodním festivalu rozhlasové tvorby Prix Bohemia Radio uvedena do Síně slávy Českého rozhlasu.
Z manželství vzešla jedna dcera.